# Frontière entre la Libye et le Tchad
La frontière terrestre entre la Libye et le Tchad est une frontière internationale continue longue de 1 055 kilomètres séparant la Libye et le Tchad en Afrique.

## Tracé
La frontière est constituée de deux segments de droite (ou, plus précisément, de deux arcs de grands cercles). Le premier, à l'ouest, est situé dans le prolongement de la frontière entre la Libye et le Niger, débutant vers 23° N, 15° E et continuant tout droit vers le nord-est pendant 114 km jusqu'à l'intersection entre le tropique du Cancer et le 16e méridien est (vers 23° 27′ N, 16° 00′ E). La frontière se dirige alors vers le sud-est pendant 940 km jusqu'au Soudan (vers 19° 30′ N, 24° 00′ E), dont la frontière occidentale, à cet endroit, est matérialisée par le 24e méridien est.
La frontière est intégralement située dans le Sahara, traversant le massif du Tibesti dans sa partie occidentale. le Bikku Bitti, montagne isolée et point culminant de la Libye, est situé à proximité de la frontière du côté libyen.

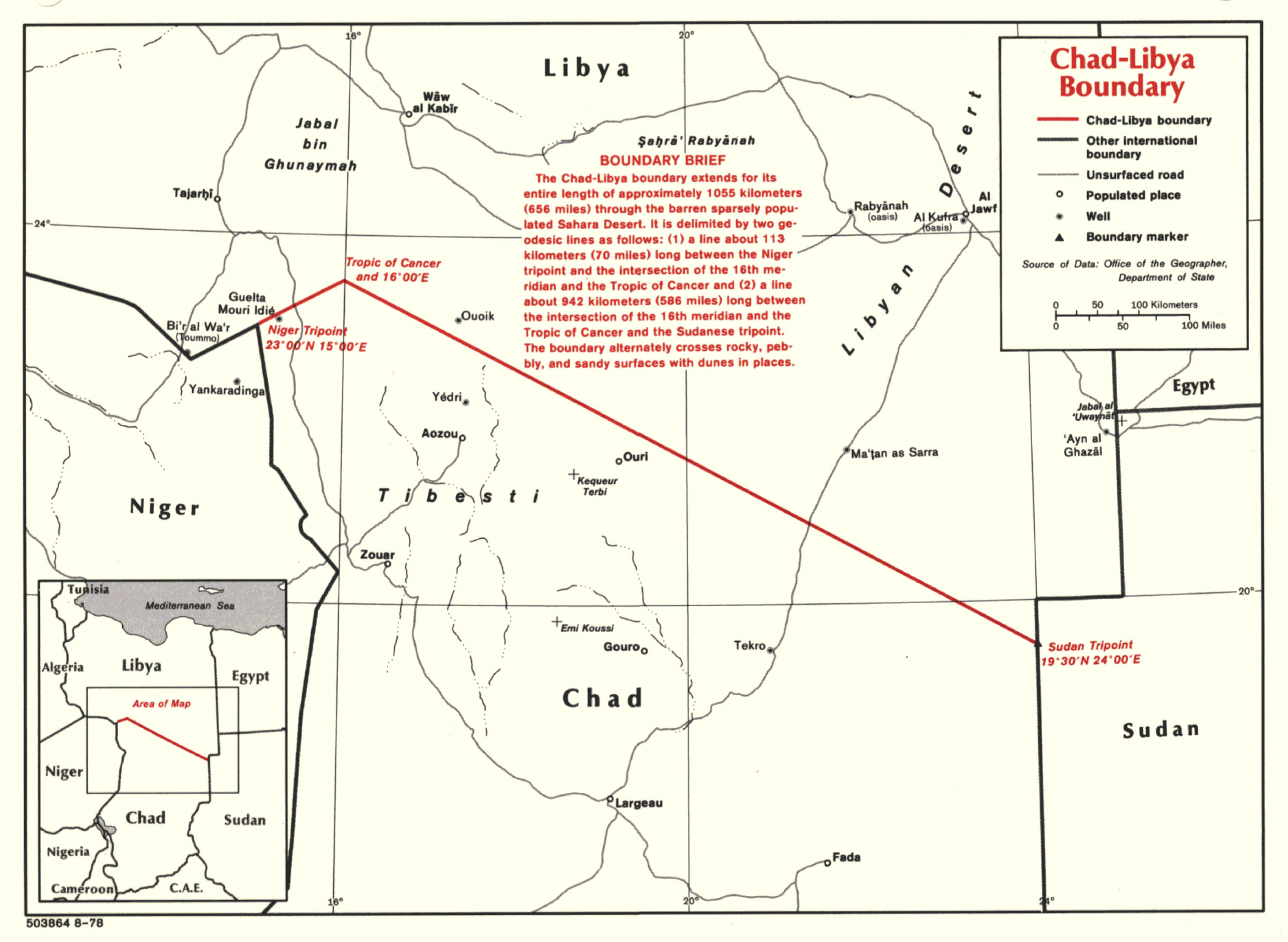
Carte de la frontière (trait rouge).
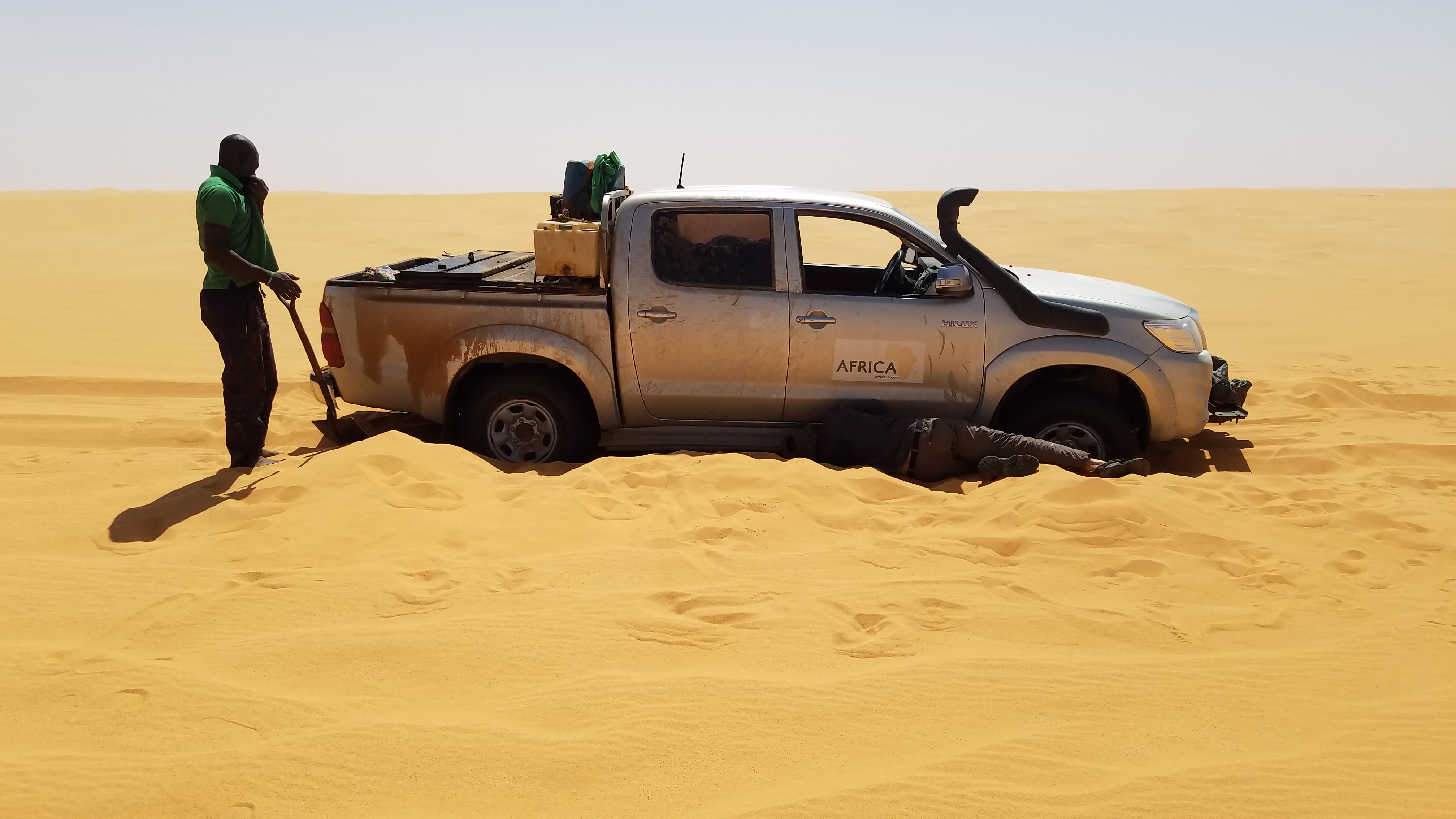
Véhicule ensablé à proximité de la frontière entre la Libye et le Tchad.

## Histoire

### Contexte colonial
À partir du XVIe siècle, l'empire ottoman contrôle les zones côtières de ce qui est actuellement la Libye, organisées dans le vilayet de Tripoli, une province plus ou moins autonome comportant une frontière mal définie dans le sud. La frontière moderne avec ce qui est actuellement le Tchad émerge pendant le partage de l'Afrique, une période de compétition territoriale intense entre puissances européennes à la fin du XIXe siècle. Cette période culmine à la conférence de Berlin en 1884, où les nations européennes se mettent d'accord sur leurs revendications. En conséquence, la France obtient le contrôle de la haute vallée du Niger (actuels Niger et Mali) et des terres explorées par Pierre Savorgnan de Brazza en Afrique centrale (actuels Gabon et république du Congo) ; de leurs bases, les Français explorent l'intérieur du continent, reliant les deux zones en 1900 lorsque des expéditions se rejoignent à Kousséri à l'extrême-nord du Cameroun actuel. Ces régions nouvellement conquises sont tout d'abord gérées comme territoires militaires, puis réorganisées par la suite en colonies fédérales de l'Afrique-Occidentale française et de l'Afrique-Équatoriale française.

### Formation coloniale de la frontière
Le 21 mars 1899, le Royaume-Uni et la France s'accordent pour qu'à l'est du Niger, l'influence française ne s'étende pas plus au nord qu'une ligne diagonale reliant l'intersection du tropique du Cancer et du 16e méridien est au 24e méridien est, créant ainsi la section principale de l'actuelle frontière libyo-tchadienne,,.
Les Ottomans dénoncent cet accord et commencent à déplacer des troupes vers les régions méridionales du vilayet de Tripoli,. Pendant ce temps, l'Italie, cherchant à émuler l'expansion coloniale des autres puissances européenes, reconnaissent l'accord le 1er novembre 1902,. En septembre 1911, l'Italie envahit la Tripolitaine et le traité de Lausanne, signé en 1912 avec l'empire ottoman, lui en cède le contrôle,. Les Italiens organisent les régions nouvellement conquises en Cyrénaïque italienne et Tripolitaine italienne, et s'étendent graduellement vers le sud. En 1934, les deux colonies sont réunies pour former la Libye italienne.
Dans le même temps, le Royaume-Uni et la France fixent la frontière entre l'Afrique-Équatorial française et le Soudan anglo-égyptien en 1923-1924, créant ainsi ce qui deviendra plus tard la frontière entre le Soudan et le Tchad. En 1934, l'Italie et le Royaume-Uni confirment la frontière entre la Libye italienne et le Soudan anglo-égyptien, le Royaume-Uni cédant à l'Italie le Triangle de Sarra, étendant les territoires libyens vers le sud et créant ainsi la future frontière entre la Libye et le Soudan et une grande partie de la future frontière entre la Libye et le Tchad,.

### Bande d'Aozou

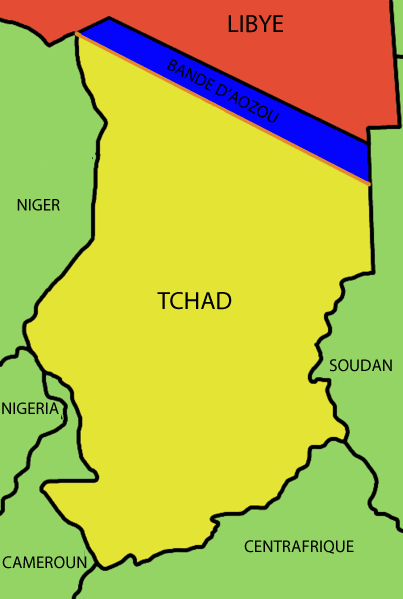
Carte du Tchad mettant en évidence la bande d'Aozou (en bleu).

Le 18 mars 1931, la France transfère le massif du Tibesti de la colonie du Niger (Afrique-Occidentale française) au territoire du Tchad (Afrique-Équatoriale française), complétant le tracé de l'actuelle frontière libyo-tchadienne. Le 7 janvier 1935, la France et l'Italie signent l'accord de Rome, qui décale la frontière vers le sud ; la zone concernée par la modification frontalière, qui mesure 114 000 km2 pour 100 km de large, est appelée par la suite bande d'Aozou (du nom d'Aozou, un village qui y est situé), mais l'accord n'est formellement ratifié par aucune des deux parties,,. Pendant la campagne d'Afrique du Nord de la Seconde Guerre mondiale, l'Italie est vaincue et ses colonies africains occupées par les puissances alliées, la Libye étant divisée en zones d'occupation britanniques et françaises. La Libye devient indépendante le 2 décembre 1951.
Un traité franco-libyen, signé le 1er août 1955, reconnait la frontière initiale et confirme la souveraineté française sur la bande d'Aozou,,. Le Tchad devient indépendant le 11 août 1960 et la frontière devient une frontière internationale entre deux pays indépendants.

### Histoire contemporaine
En 1969, Mouammar Kadhafi prend le pouvoir en Libye et relance les revendications libyennes sur la bande d'Aozou, renforcées par la possibilité que la région puisse être riche en uranium. Kadhafi interfère également dans les affaires tchadiennes, soutenant activement les forces anti-gouvernementales du Front de libération nationale du Tchad pendant la guerre civile tchadienne et déplaçant des troupes dans le nord du Tchad. Tandis que les relations entre les deux États se détériorent, des discussions secrètes ont lieu ; Kadhafi soutient que pendant celles-ci, le président tchadien François Tombalbaye lui a cédé la bande en 1972, sans en préciser les détails,. La Libye occupe la bande d'Aozou dans la première moitié de 1973.
En 1975, le président tchadien Goukouni Oueddei dénonce publiquement la présence libyenne dans la bande. La Libye annexe la bande d'Aozou en 1976 ; cette année-là, le tiers nord du Tchad est sous contrôle combiné de la Libye et des rebelles tchadiens. Le conflit tchado-libyen perdure jusqu'en 1987, date à laquelle les deux pays se mettent d'accord pour résoudre pacifiquement le différend frontalier. En 1990, le cas de la bande d'Aozou est soumis à la cour internationale de justice qui tranche en 1994 en faveur du Tchad.
Depuis le jugement, la situation sur la frontière s'est considérablement calmée. Toutefois, depuis la chute de Kadhafi en 2011 et la deuxième guerre civile libyenne, la zone reçoit un nombre accru de réfugiés et de migrants qui traversent le Sahara ; la découverte d'or dans le nord-ouest du Tchad à la fin des années 2000 a également provoqué une ruée vers l'or incontrôlée dans la région.
En mars 2019, le président tchadien Idriss Déby annonce la fermeture de la frontière, mettant en cause sa traversée par des rebelles basés en Libye (principalement le Conseil de commandement militaire pour le salut de la République) et l'instabilité continuelle provoquée par la guerre civile en Libye. Dans le cadre de l'opération Barkhane, la France aide l'armée tchadienne à surveiller la frontière, et a conduit des frappes aériennes contre les rebelles tchadiens,.